# Pfefferfresser

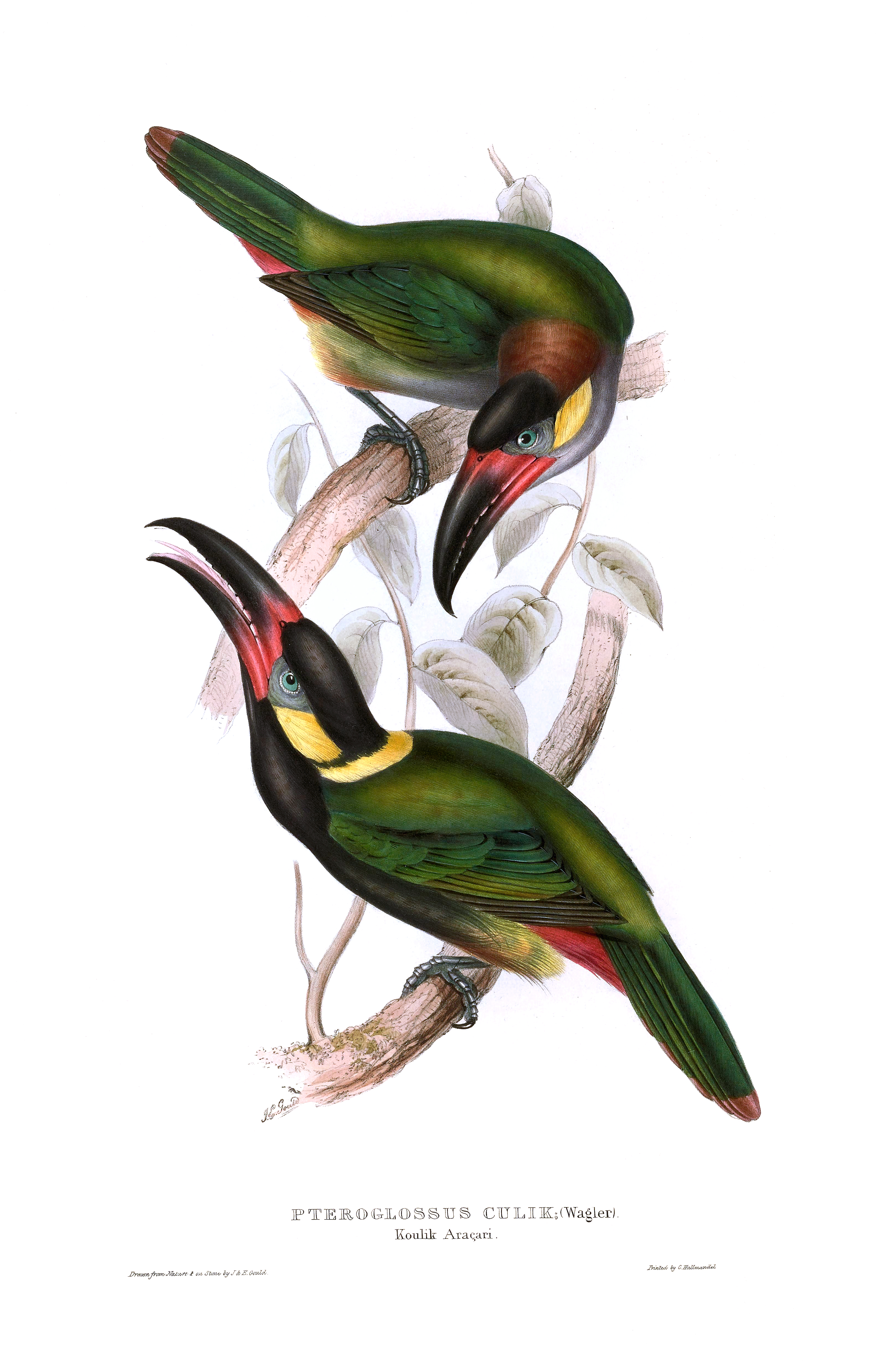
Pfefferfresser (unten Männchen, oben Weibchen), Zeichnung von John Gould

Der Pfefferfresser (Selenidera piperivora, Syn.: Selenidera culik) ist eine Vogelart aus der Familie der Tukane. Die Art kommt in Südamerika vor. Es werden keine Unterarten unterschieden. Wie bei allen Kurzschnabeltukanen besteht ein auffälliger Sexualdimorphismus. Der Pfefferfresser hat aber verglichen mit anderen Vertretern seiner Gattung im Verhältnis zur Körpergröße kurze Flügel und einen kurzen Schwanz, der Schnabel ist verhältnismäßig lang. 
Die IUCN stuft den Pfefferfresser als nicht gefährdet („least concern“) ein. 

## Erscheinungsbild
Pfefferfresser erreichen eine Körperlänge von 32 bis 35 Zentimetern und wiegen zwischen 129 und 171 Gramm. Die Männchen erreichen eine Flügellänge zwischen 11,8 und 12,8 Zentimeter, die Schwanzlänge beträgt 9,5 bis 11,2 Zentimeter. Die Schnabellänge beträgt 6,3 bis 7,9 Zentimeter. Weibchen weisen ähnliche Körpermaße auf, der Schnabel ist bei ihnen mit 5,6 bis 7,0 Zentimetern allerdings etwas kürzer.
Bei den Männchen sind Kopf, Hals und Brust schwarz. Der Ohrfleck ist gelb, ein schmales Band im Nacken ist orangegelb. Der Rücken und die Flügel sind olivgrün, die Schenkel rotbraun. Die Unterschwanzdecken sind rot, die dunklen Schwanzfedern weisen rotbraune Spitzen auf. Der Schnabel ist dunkelgrau bis schwarz, er ist außerdem an der Wurzel und der hinteren Unterschnabelhälfte rot. Die unbefiederte Region um die Augen ist blaugrün. Weibchen unterscheiden sich von den Männchen durch das rotbraune Nackenband, einen grauen Unterhals und eine graue Brust. Jungvögel ähneln den Adulten, haben aber ein insgesamt matteres Gefieder. Auffällig ist diese blassere Gefiederfärbung vor allem bei den nur mattroten Unterschwanzdecken.
Es bestehen keine Verwechslungsmöglichkeiten mit anderen Tukanarten: Im Verbreitungsgebiet des Pfefferfressers kommen keine anderen Kurzschnabelarassaris vor, allerdings grenzt das Verbreitungsgebiet an das des Natterer-Arassaris. Dieser hat jedoch einen überwiegend roten Schnabel.

## Verbreitung und Lebensraum
Der Pfefferfresser kommt im Nordosten Südamerikas vor. Sein Verbreitungsgebiet erstreckt sich von Guayana und Französisch-Guayana sowie Surinam bis in den Süden von Venezuela und den Norden Brasiliens. Der Pfefferfresser kommt überwiegend in Tieflandwäldern vor. In Venezuela wird er gelegentlich noch in Höhenlagen von 900 Metern beobachtet, in Surinam kommt er auch in Lagen zwischen 600 und 800 Höhenmetern vor.
Die Vögel leben überwiegend in den oberen Baumkronenregionen feuchter und nasser Tropenwälder. Sie besiedeln außerdem Wälder entlang von Flussläufen und teils auch Bergwälder in niedrigeren Höhenlagen. Sie präferieren Primärwald.

## Lebensweise
Der Pfefferfresser wird überwiegend paarweise oder in kleinen Gruppen angetroffen. In fruchttragenden Bäumen sind häufig mehrere Individuen zu beobachten, Pfefferfresser bilden aber keine Schwärme. Die Nahrung besteht überwiegend aus Früchten, aber auch Insekten spielen bei der Ernährung eine Rolle. Die Lebensweise ist ansonsten sehr wenig erforscht. Aus der Beobachtung von Pfefferfressern in Brutkondition und von Jungvögeln schließt man, dass die Fortpflanzungszeit in den Zeitraum März bis Mai fällt. 

## Belege

### Einzelbelege
1. ↑  Selenidera piperivora in der Roten Liste gefährdeter Arten der IUCN 2013.2. Eingestellt von: BirdLife International, 2012. Abgerufen am 27. Mai 2014.
2. ↑   Lantermann, S. 155
3. ↑   Short et al., S. 342